# Xian de Gyangzê
Cette page contient des caractères spéciaux ou non latins. S’ils s’affichent mal (▯, ?, etc.), consultez la page d’aide Unicode.

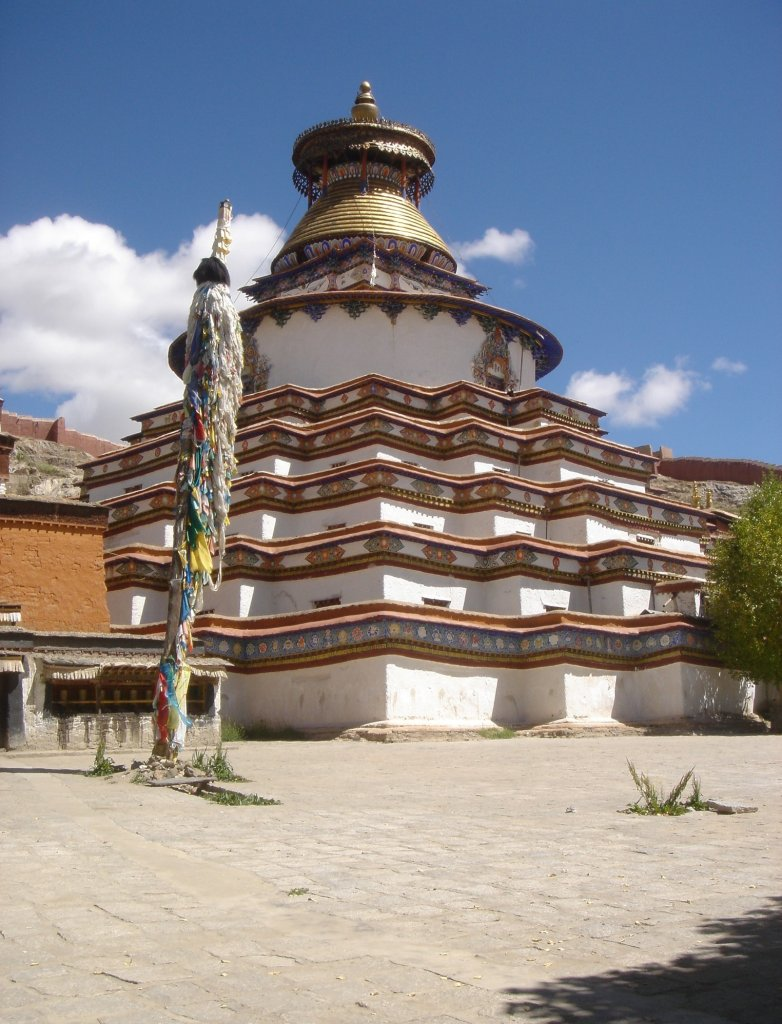
Le Kumbum de Gyantse

Le xian de Gyangzê (ou Gyantse) (chinois : 江孜县 ; pinyin : jiāngzī Xiàn ; tibétain : རྒྱལ་རྩེ་རྫོང་, Wylie : rgyal rtse rdzong) est un district administratif de la région autonome du Tibet en Chine. Il est placé sous la juridiction de la ville-préfecture de Shigatsé.

## Histoire
Grâce à sa position stratégique à l'intersection des routes de Lhassa et Shigatsé au Tibet, de l'Inde du nord, du Népal, du Sikkim et du Bhoutan, la ville de Gyantsé fut longtemps un important centre militaire et commercial, et la troisième ville du Tibet par sa population.
Le premier château, édifié à l'époque des rois de Yarlung, a été remplacé en 1365 par un fort (Dzong de Gyantsé) qui englobait l'ensemble de la ville entre ses murs. Avant sa destruction[réf. nécessaire] par l'expédition britannique commandée par le colonel Francis Younghusband au début du XXe siècle, le fort abritait une garnison de 500 soldats tibétains. Pendant la révolution culturelle le fort a été mis à sac. Les objets précieux des bâtiments de Gyantsé ont été détruits ou ont été envoyés en Chine. Aujourd’hui, le dzong de Gyantsé est en cours de restauration.

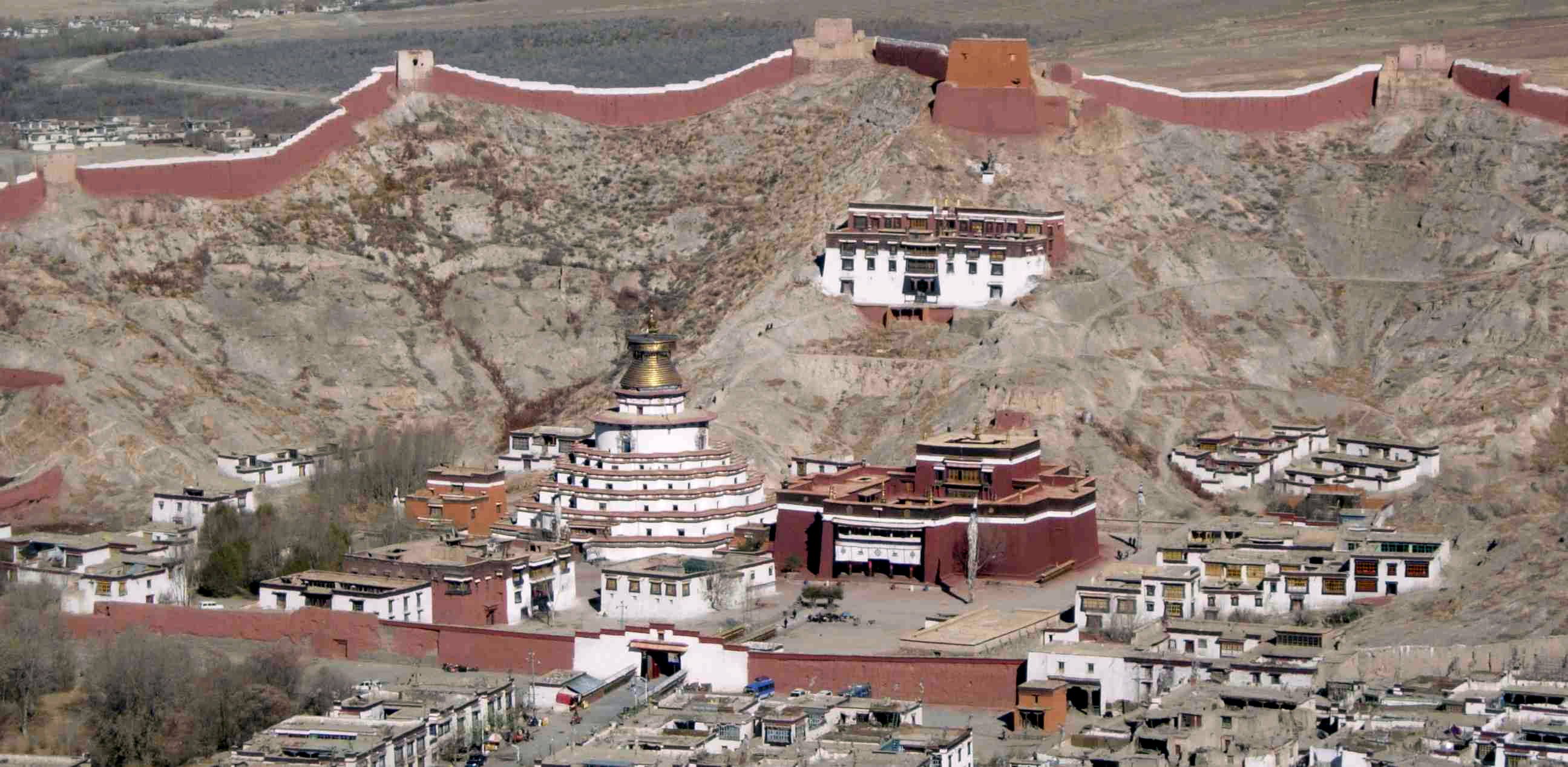
Monastère de Palcho et son kumbum

Le monastère de Palcho, dont la construction fut entreprise en 1418 à l'emplacement d'un premier temple construit en 1390, a abrité jusqu'à 16 collèges de divers courants du bouddhisme tibétain, notamment des écoles Gelugpa, Sakyapa et Nyingmapa. Jusqu'à 3 à 4000 moines y vivaient.
Le Kumbum de Gyantsé, plus grand stupa (chorten en tibétain) du Tibet (appelé aussi stupa aux cent mille bouddhas), dont la construction a été également entreprise en 1418, a été consacré en 1427.
En 1923, le 13e Dalaï Lama a fondé la première école anglaise dans la ville de Gyantsé qui dut fermer en 1926, selon Alex McKay en raison à l'époque d'un mouvement tibétain général opposé à la modernisation.

## Démographie
La population du district était de 60 830 habitants en 1999.
La population de la ville était de 10 271 habitants en 2000.

## Sources
- Le Tibet, Marc Moniez, Christian Deweirdt, Monique Masse, Éditions de l'Adret, Paris, 1999  (ISBN 2-907629-46-8) p. 380-391

### Article connexe

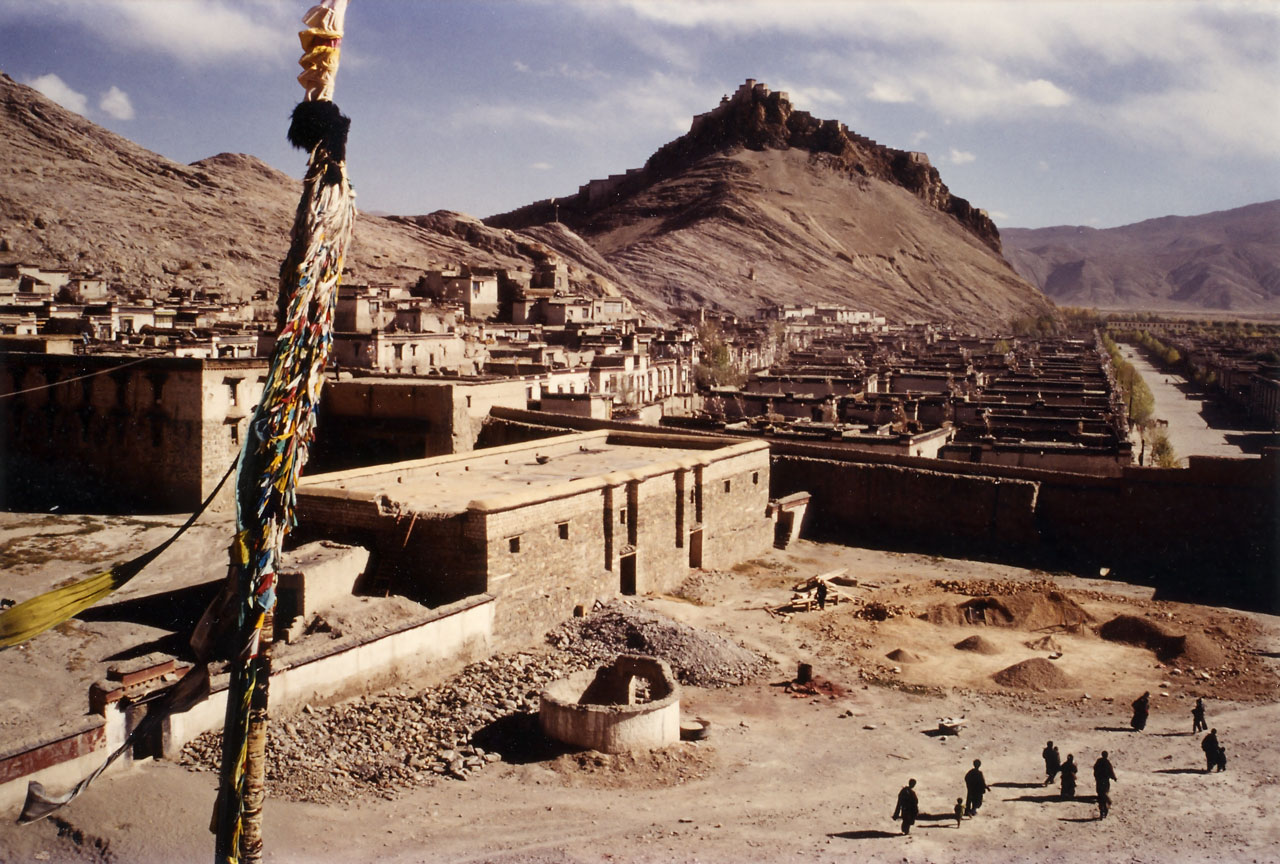
La ville de Gyantse et le fort (en arrière-plan)

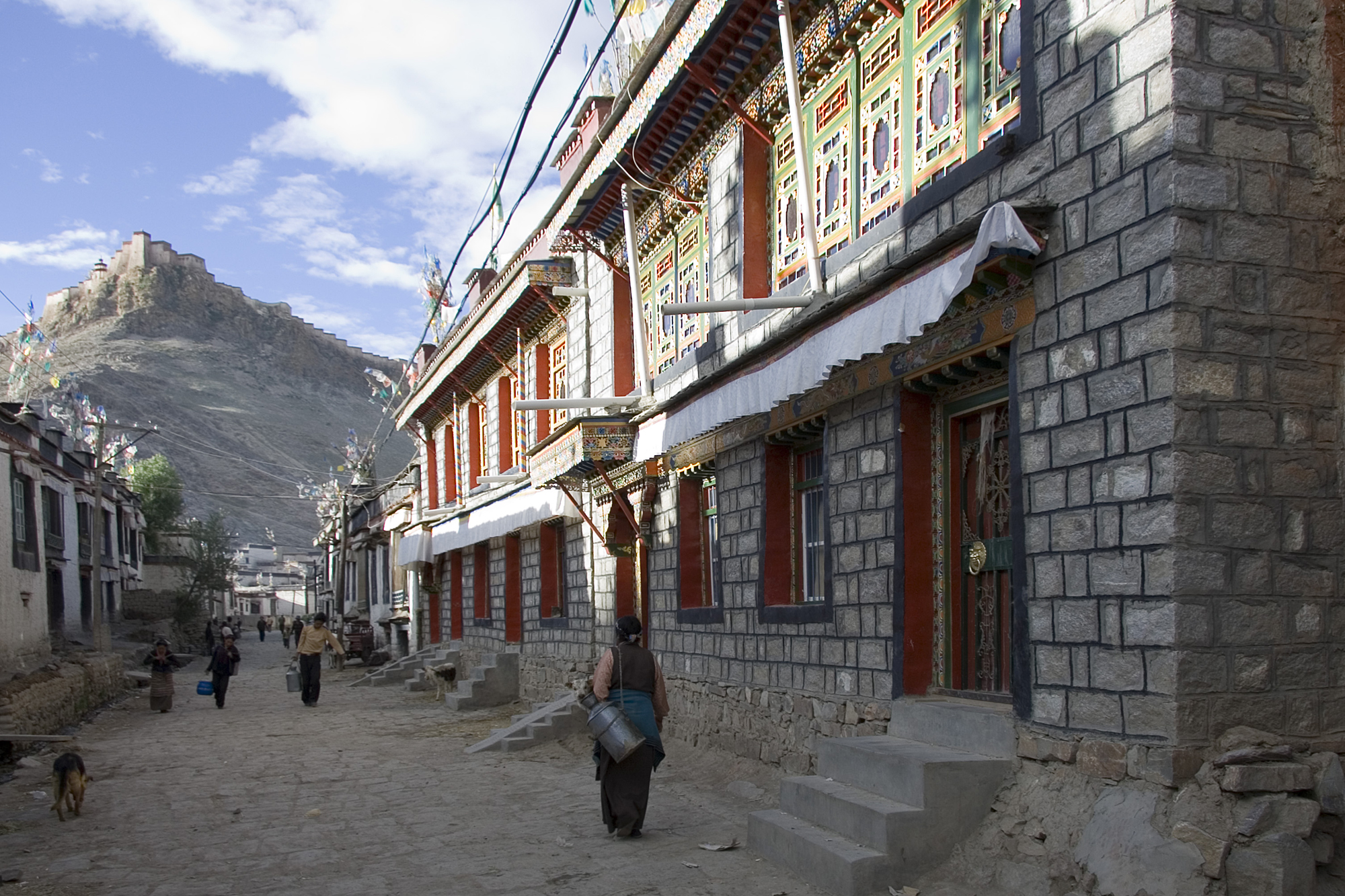
Une rue de Gyantse et le fort